# Kiviniemi (ö i Finland, Norra Savolax)
Kiviniemi är en halvö i Finland. Den ligger i sjön Saamainen och i kommunen Leppävirta i den ekonomiska regionen  Varkaus ekonomiska region  och landskapet Norra Savolax, i den centrala delen av landet, 300 km nordost om huvudstaden Helsingfors.